# Santilly (Saona i Loara)
Santilly – miejscowość i gmina we Francji, w regionie Burgundia-Franche-Comté, w departamencie Saona i Loara.
Według danych na rok 1990 gminę zamieszkiwało 109 osób, a gęstość zaludnienia wynosiła 15 osób/km² (wśród 2044 gmin Burgundii Santilly plasuje się na 801. miejscu pod względem liczby ludności, natomiast pod względem powierzchni na miejscu 1095.).